# مایکل مک‌گلینچی
مایکل مک‌گلینچی (انگلیسی: Michael McGlinchey؛ زادهٔ ۷ ژانویهٔ ۱۹۸۷) یک بازیکن فوتبال است.
وی همچنین در تیم ملی فوتبال نیوزیلند بازی کرده‌است.